# Foum el Oued
Foum el Oued (àrab فم الواد) és un localitat del Sàhara Occidental ocupada pel Marroc, qui l'ha integrat en la Província d'Al-Aaiun de la regió de Laâyoune-Sakia El Hamra. Segons el cens de 2014 tenia una població total de 1.380 persones. En 2016 Fos Bucraa va anunciar-hi la creació d'un part tecnològic que s'acabarà de construir en 2022.